# Рыбный суп
Рыбный суп — горячее жидкое блюдо из рыбы, а также овощей и круп. На рыбных бульонах готовят прозрачные, заправочные супы и супы-пюре. Рыбные супы оказывают сокогонное воздействие на пищеварительный аппарат человека, тем самым облегчая усвоение пищи и подготавливая организм к полному и лёгкому восприятию следующих блюд. Рыбный суп считается экономным блюдом, поскольку основной продукт — рыба — может использоваться для приготовления вторых блюд. Рыбные супы готовят как из свежей рыбы, так и рыбных консервов. В чешской кухне рыбный суп из карпа с припущенными в масле корнеплодами является традиционным рождественским блюдом.
В старинной русской кухне без супа не обходился ни один обед, а одна из русских летописей утверждает, что «рыбный суп почитается питательнейшей и полезнейшей пищей». С рыбой на Руси помимо знаменитой ухи готовили борщи, щи, кальи, рассольники, солянки. Прозрачные рыбные супы представляют собой крепкие навары, их наполнение готовится отдельно и соединяется непосредственно в порционной тарелке, а в праздничной подаче в русской гастрономической традиции к прозрачному рыбному супу или рыбному бульону сервируют разнообразные пироги, расстегаи, кулебяки и пирожки. Ингредиенты заправочных рыбных супов варятся в том же бульоне, а для рыбных супов-пюре предварительно приготовленные продукты для наполнения протирают.
Рыбные супы промышленного приготовления делятся на консервированные (в жестяной консервной таре) и сухие (супы-концентраты). Для приготовления рыбных супов используют преимущественно морские виды рыб: макруруса, минтая, пикшу, сёмги, ставриду, морского окуня, мерлузу, сайду, а также головы лососевых, осетровых и частиковых рыб.